# Vägda tangenter

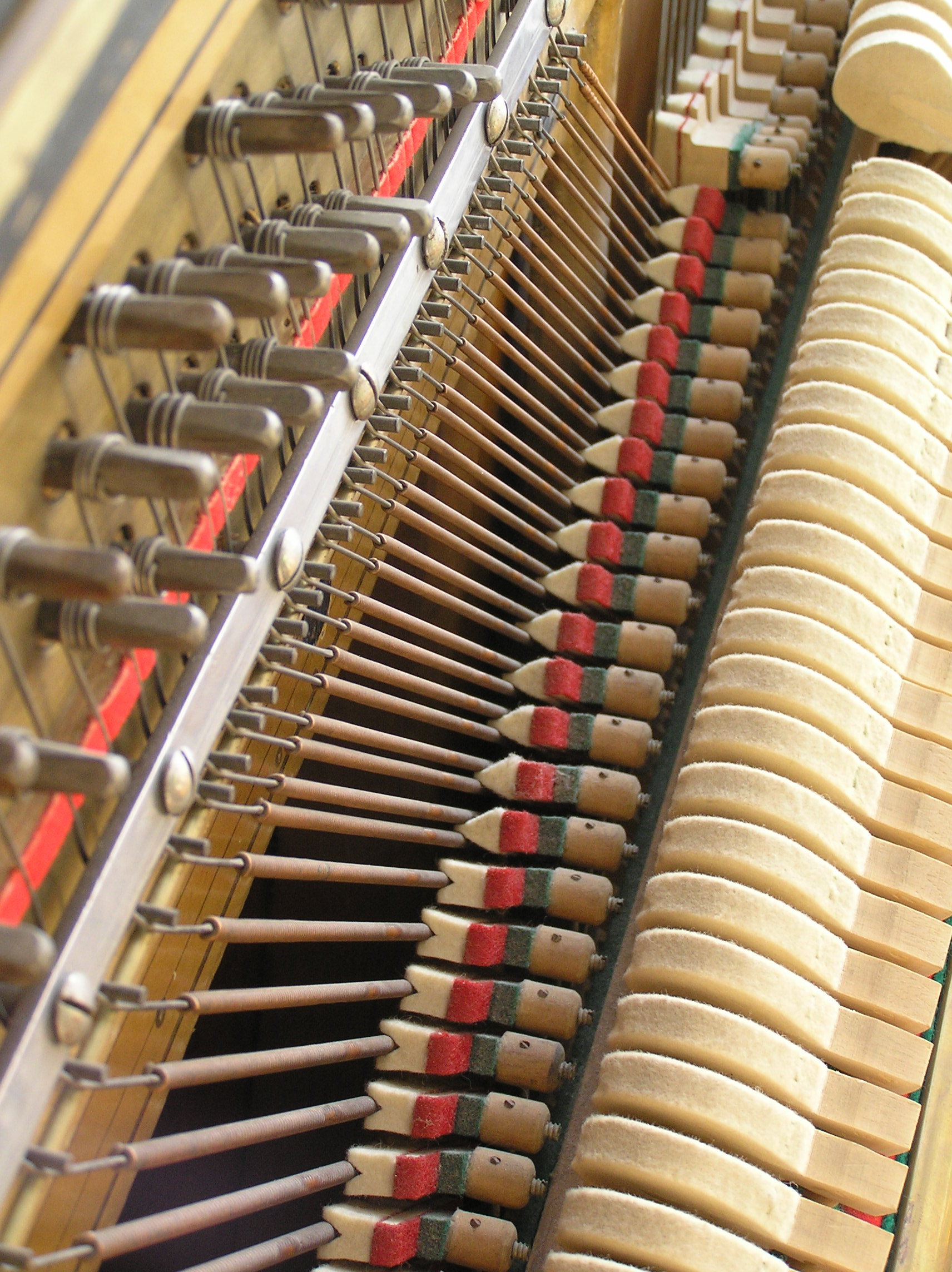
En vägd tangent kallad hammare i ett piano.

En vägd tangent är en tangent med motvikt som skapar dynamisk aktivering och återfjädring. Konstruktionen används bland annat i pianon och flyglar och kallas då hammare. En ovägd tangent har en stum fjäderbelastad aktivering och återfjädring och återfinns bland annat på dragspel och orglar. En halvvägd tangent kombinerar den vägda tangentens dynamiska motstånd med den ovägda tangentens fjäderkonstruktion genom en mer eller mindre avancerad motviktsmekanism och är vanligast i olika slags keyboards och synthesizers.
Vid traktering av instrument spelar typen av tangent stor roll för hur man upplever tangenterna; den vägda, eller halvvägda, tangenten reagerar mer progressivt på olika hastigheter av tangentnedtryck.